# 88 minut
88 minut (ang. 88 Minutes) – niemiecko-amerykański thriller z 2007 roku, w reżyserii Jona Avneta. Premiera filmu miała miejsce 14 lutego 2007.

## Obsada
- Al Pacino – Jack Gramm
- Alicia Witt – Kim Cummings
- Amy Brenneman – Shelly Barnes
- Leelee Sobieski – Lauren Douglas
- Benjamin McKenzie – Mike Stemp
- Deborah Kara Unger – Carol Lynn Johnson
- William Forsythe – Frank Parks
- Neal McDonough – Jon Forster
- Michael Eklund – J.T. Ryker

## Opis fabuły
Profesor Jack Gramm jest psychologiem współpracującym z FBI. Pewnego dnia dzwoni do niego telefon oznajmiając, że zostało mu 88 minut życia. Gramm ma niewiele ponad godzinę na odnalezienie grożącego mu psychopaty. Tyle że nie może się na tym skupić. Na drodze jego poszukiwań stają bowiem: była kochanka, zachowujący się dziwnie student oraz czekający na egzekucję seryjny morderca.